# Uszály (ruházat)
Az uszály oly mértékben meghosszabbított ruhadarab, mely járáskor a földet söpri, vagy kézben tartva viszik.
Az uszály lehet a szoknya erősen meghosszabbított, járás közben a földet söprő hátulsó része, díszes, pl. estélyi, esküvői ruhákon.
Ugyancsak hosszú palást vagy köpeny mely magas rangú hivatalnokok, papok, egykori uraságok ünnepi öltözékének hosszú hátsó függeléke, amelyet szertartások, körmenetek alkalmával felemelve visznek utánuk.  Már az ókori görögök és rómaiak idejében is a vagyonossággal való hivalkodásra szolgált a túlméretezett köpeny (himation) illetve tunika, tóga viselése.

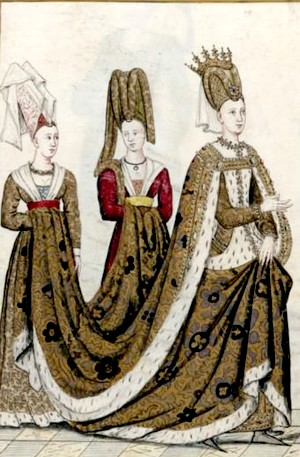
Bajor Izabella francia királyné uszályos szoknyában és palásttal

Átvitt értelemben: valakinek, valaminek az uszályába kerül, uszályában van -  valamilyen előny reményében valakit követ, valaki után vonul, hatása alá kerül, hozzászegődik úgy, hogy az szabja meg további gondolkodását, cselekvését.